# فقمة فراء غالاباغوس
فقمة فراء غالاباغوس هي نوع من هي نوع من فقمات الفراء تعيش في جزر غالاباغوس شرق المحيط الهادي.